# Novovoronezh
Novovoronezh (tiếng Nga: Нововоро́неж) là một thị trấn ở tỉnh Voronezh, Nga, tọa lạc bên ngạn trái của sông Đông, nằm cách Voronezh 55 kilômét (34 mi) về phía nam. Dân số: 32,635 (Điều tra dân số 2010); 36,961 (Điều tra dân số 2002); 35,666 (Điều tra dân số năm 1989).